# وفاة سوبرمان
وفاة سوبرمان (بالإنجليزية: The Death of Superman)‏ هي مجلة رقم 75 من مجلات سوبرمان التي أصدرتها دي سي كومكس في سنة 1992.
في هذه المجلة سوبرمان يدخل في معركة ضد المخلوق المتوحش الذي يعتبر مثل آلة القتل لا يمكن إيقافه يدعى «دومسداي» (Doomsday) في شوارع متروبوليس (Metropolis). العراك كان حتى الموت وبعد ذلك كل من سوبرمان ودوومسدي يموتان متأثران بجراحهما.
يصور كروس رد فعل العالم على وفاة سوبرمان في «جنازة لصديق،» يعتقد أن ظهور أربعة أفراد لتكون «الجديد» سوبرمان، وعودة سوبرمان الأصلي في نهاية المطاف «عهد الرجال الخارقين!» !The Reign of Supermen.